# Odonteus
Odonteus es un género de coleóptero de la familia Geotrupidae. Miden 5-10 mm. Hay 13 eapecies. Algunas clasificaciones incluyen las especies de Bolboceras dentro de este género.

## Especies
Las especies de este género son:
- Odonteus alabamensis Wallis, 1929
- Odonteus cornigerus (Melsheimer, 1844)
- Odonteus darlingtoni Wallis, 1928
- Odonteus falli Wallis, 1928
- Odonteus floridensis Wallis, 1928
- Odonteus liebecki Wallis, 1928
- Odonteus orientalis Mittal, 1998
- Odonteus simi Wallis, 1928
- Odonteus thoracicornis Wallis, 1928